# Гай Анций Авл Юлий Квадрат
Гай А́нций Авл Ю́лий Квадра́т (лат. Gaius Antius Aulus Iulius Quadratus; умер после 115 года) — римский государственный деятель, консул-суффект в 94 году и ординарный консул в 105 году.

## Биография
Квадрат родился в малоазиатском городе Пергаме. Его предки получили права римского гражданства в правление Октавиана Августа (между 27 годом до н. э. и 14 годом н. э.). Гай Анций был сторонником Веспасиана, благодаря чему в 73 году становится сенатором. В правление императора Тита едет на восток, где в Эфесе служит обычным легатом у Марка Ульпия Траяна, отца будущего императора Траяна.
В 81 году императором Домицианом он назначается председателем императорского суда. В 84—85 годах в качестве проконсула руководит провинцией Крит и Киренаика, а в 90—93 годах Квадрат был легатом-пропретором провинции Ликия и Памфилия.
В 94 году Гай Анций совместно с Децимом Валерием Сатурнином становится консулом-суффектом. В 100 году он вошёл в коллегию арвальских братьев. В 100—104 годах Квадрат был проконсулом Сирии.
В 105 году Квадрат становится уже ординарным консулом вместе с Тиберием Юлием Кандидом Марием Цельсом. В это время Траян открыто называет действующего консула своим «светлейшим другом» (лат. amicus clarissimus). В 109—115 годах Гай Анций был проконсулом провинции Азия. В это время он занимался развитием родного города Пергама (в частности, по его приказу был построен большой акведук), за что местный магистрат установил несколько статуй Юлия Квадрата. По его инициативе построен величественный храм Траяна на Пергамском акрополе. Также в честь принцепса в 115 году Квадрат выпустил бронзовую монету с изображением Траяна. 
О дальнейшей судьбе Гая Анция источники ничего не сообщают.